# État de Bombay
L'État de Bombay est un ancien État de l'Inde. Il est créé en 1950 par la fusion de la présidence de Bombay avec les États princiers de l'Ouest de l'Inde et du Deccan. En 1960, l'État de Bombay est divisé selon une frontière linguistique entre le Gujarat et le Maharashtra. 

## Histoire
Durant le Raj britannique, la côte ouest de l'Inde forme la présidence de Bombay, une province directement rattaché à l'administration coloniale. Jusqu'en 1939, le Sindh lui est également rattaché. 
À l'indépendance en 1947, la présidence de Bombay est rattachée à l'Inde. Elle est fusionnée avec certains États princiers de l'agence des États de Baroda, de l'Inde occidentale et du Gujarat et de l'agence des États du Deccan en 1950 pour former l'État de Bombay.
La réorganisation des États de 1956 change les frontières de l'État de Bombay : les districts kannadaphones de Belgaum, Bijapur, Dharwad et Uttara Kannada sont transférés à l'État de Mysore mais Bombay s'élargit vers l'est en intégrant les régions marathiphones de l'Hyderabad et du sud du Madhya Pradesh ainsi que les États gujaratiphones de Saurashtra et du Kutch. Cependant, la réorganisation n'aboutit pas, comme le demandaient certains mouvements, à une division de l'Etat entre régions gujaratiphones et marathiphones. Cela s'explique notamment par le mélange linguistique qui caractérise la ville-même de Bombay, où les locuteurs de gujarati lancent un mouvement "Save Bombay". 
Le 1er mai 1960, l'État de Bombay est finalement divisés en deux nouveaux États : le Maharashtra, de langue marathe, et le Gujarat, de langue gujarati.